# سها نگرا
سها نگرا (به پرتغالی: Serra Negra) یک منطقهٔ مسکونی در برزیل است که در ایالت سائو پائولو واقع شده‌است. سها نگرا ۲۰۳٫۰۱ کیلومتر مربع مساحت و ۲۵٬۹۱۲ نفر جمعیت دارد و ۹۲۵ متر بالاتر از سطح دریا واقع شده‌است.